# Linie Aquavit
Linje Aquavit eller Linje Akevit er en norsk snaps, som får sin særlige smag ved opbevaring i egefade, der har været brugt til lagring af sherry. Snapsens navn kommer af at de 4,5 måneders lagring sker om bord på handelsfartøjer, som krydser ækvator ('linjen'), snapsen lagres i alt i 18 måneder. På bagsiden af etiketten angives skibets navn og rute.